# 向野章太郎
向野 章太郎（こうの しょうたろう、1977年9月5日 - ）は、日本の俳優。
福岡県出身。劇団プレステージ出身。アミューズ→フリー。

## 出演

### テレビドラマ
- 深夜ドラマ「ホーリーランド」（2005年、テレビ東京）
- ドラマ「アウトリミット」（2005年、WOWOW）
- 「結婚式へ行こう!」（2007年、TBS）
- 「コード・ブルー -ドクターヘリ緊急救命-」 1st season 第8話（2008年、フジテレビ）
- 「Go Ape」（2009年、WOWOW）
- 「ハマの静香は事件がお好き」 episode6（2009年、フジテレビ）
- 「任侠ヘルパー」 第8話（2009年、フジテレビ）
- 「ブラッディ・マンディ」 第2話（2010年、TBS）
- 「わが家の歴史」 第2夜（2010年、フジテレビ）
- 「日本人の知らない日本語」（2010年、日本テレビ）
- 「なぜ君は絶望と闘えたのか」（2010年、WOWOW）
- 「医龍-Team Medical Dragon-」（2010年、フジテレビ）
- 「江〜姫たちの戦国〜」（2011年、NHK）
- 「ヤングブラックジャック」（2011年、日本テレビ）
- 「怪盗ハンサム」（2011年、東海テレビ）
- 金曜プレステージ「悪女たちのメス」（2011年、フジテレビ） - シマザキ カズヤ 役
- 金曜プレステージ「アゲハ・女秘匿捜査官・原麻希」（2012年、フジテレビ）
- 「つるかめ助産院」（2012年、NHK）
- 「最も遠い銀河」（2013年、テレビ朝日） - 小田幸治　役
- 「ラストホープ」第9話（2013年、フジテレビ） - 調査員 役
- 月曜ゴールデン 内田康夫サスペンス「信濃のコロンボ〜死者の木霊〜」（2013年、TBS）
- 「強行犯係・魚住久江〜ドルチェ2」（2013年、フジテレビ）
- 「ビター・ブラッド」 第7話（2014年、フジテレビ）
- 金曜プレステージ「女医・倉石祥子～死の最終診断～」（2014年、フジテレビ）
- 「僕のいた時間」（2014年、フジテレビ）
- 「花咲舞が黙ってない」最終話（2014年、日本テレビ） - 井関 役
- 土曜プレミアム「天才探偵ミタライ〜難解事件ファイル「傘を折る女」〜（2015年、フジテレビ） - リスナー 役
- ドラマ24「不便な便利屋」（2015年、テレビ東京）
- 金曜プレミアム「浅見光彦パート52 最新作・神苦楽島」（2015年、フジテレビ）
- 「スペシャリスト」（2016年、テレビ朝日）
- 「私 結婚できないんじゃなくて、しないんです」（2016年、TBS）
- ヤングシナリオ大賞「俺のセンセイ」（2016年、フジテレビ）
- 「東京タラレバ娘」 第2話・第7話（2017年、日本テレビ） - BUMKEY’S（バンキーズ）のメンバー 役
- オリジナル連続ドラマ「バウンサー」（2017年、BSスカパー!）
- 「ウチの夫は仕事ができない」 第1話（2017年、日本テレビ）
- 「24時間テレビ ドラマスペシャル『時代をつくった男 阿久悠物語』」（2017年、日本テレビ） - 「スター誕生!」スタッフ  役
- ドラマスペシャル「黒薔薇 刑事課強行犯係 神木恭子」（2017年、テレビ朝日） ‐ 山野井ユズル
- 「○○な人の末路」第1話（2018年、日本テレビ）
- 「スモーキング」第2話（2018年、テレビ東京）
- 「正義のセ」第4話（2018年、日本テレビ）
- 〜両親ラブストーリー〜 オヤコイ（2020年9月17日・9月24日、読売テレビ） - ドラマパート「一緒にいるということ」
- 「全っっっっっ然知らない街を歩いてみたものの」 第2話（2021年3月29日、フジテレビ）
- 「刑事7人」 第3話（2021年7月21日、テレビ朝日）
- 「逃亡医F」 第1話（2022年1月15日、日本テレビ）

### 映画
- 「タッチ」（2005年） - 明星ナイン 役
- 「マスター・オブ・サンダー～決戦!!封魔流虎伝～」（2006年）
- 「サイタマノラッパー2 ～女子ラッパー☆傷だらけのライム」（2010年）
- 「ハラがコレなんで」（2011年）
- 「純平、考え直せ」（2018年）
- 「ギャングース」（2018年）
- 「LIBERTY DANCE」（2025年公開予定）[4]

### CM
- 東京メトロ 「日比谷　歴史と文化が色づく」編 （2017年10月）[5]

### 舞台
- ROOM（2005年1月15日 - 16日）
- Chaptar8-テキーラ、そしてサンライズ-（2005年9月23日 - 25日）
- 恋はケ・セラ・セラ（2006年2月9日 - 12日）
- MILD SEVEN EXTRA LIGHT（2006年10月5日 - 9日）
- チェリーの木の下で（2007年3月14日 - 18日）
- ジャンキーブロス舞台 「キャバクラ」（2009年3月18日 - 24日）
- 地球ゴージャス プロデュース公演 Vol.10「星の大地に降る涙」（2009年6月20日 - 8月17日）[6]
- ジャンキーシスタ・オリジナルミュージカル「デストロイヤー花」（2009年12月18日 - 21日）
- 演劇集団イヌッコロ「Dogrunner’s Hight」（2011年1月25日 - 30日）
- 劇団プレステージ 第2回公演「サイキックフライト！〜頑張る7人のエスパーとあと2、3人〜」（2011年4月28日 - 5月8日）
- 演劇集団イヌッコロ 第3回公演「ギャングアワー」（2011年6月28日 - 7月3日）[7]
- 劇団プレステージ 第3回公演「『ゼツボー荘』より愛を込めて」（2011年11月22日 - 12月6日）
- 「ロミオとジュリエット」（2012年5月2日 - 27日、5月31日 - 6月10日）
- 演劇集団イヌッコロ 第5回公演「恋するアンチヒーロー」（2012年7月18日 - 22日）[8]
- 劇団プレステージ 第4回公演「Have a good time?」（2012年8月17日 - 9月2日）- 三郎 役
- 「MAMMA MIYA!!！」（2012年10月17日 - 28日）
- 「んざんび君。」（2012年12月7日 - 9日）
- 「見上げればあの日と同じ空」（2013年4月4日 - 15日）[9]
- 劇団プレステージ 第5回公演「ゴーストレイト」（2013年4月19日 - 29日）
- 劇団プレステージ 第6回公演「アウタースペース109」（2013年9月25日 - 10月6日）[10]
- 劇団プレステージ 第7回公演「ボーンヘッド・ボーンヘッダー」（2014年4月18日 - 29日）- 小杉智弘 役[11]
- 「見上げればあの日と同じ空」再演（2014年5月21日 - 31日）[12]
- 劇団プレステージ 第8回公演「ブラックパールが世界を動かす」再演（2014年8月20日 - 31日）- ウォッカ 役
- 劇団プレステージ 第9回公演「WORLD'S ENDのGIRLFRIEND」（2015年2月8日 - 22日）
- チェリーの木の下で -DT-MAX15'-（2015年4月10日 - 19日）
- 劇団プレステージ 第10回公演「Have a good time?」再演（2015年8月8日 - 9日）- 三郎 役[13]
- 劇団プレステージ 番外公演「君のそばにいたいのに」（2016年2月12日 - 21日、CBGKシブゲキ!!）[14]
- 演劇集団イヌッコロ×ACTOLI×シザーブリッツ トリプルコラボ公演 第2弾「オタッカーズ・ハイ」（2016年6月7日 - 19日）[15]
- 劇団プレステージ 第11回公演「リサウンド～響奏曲～」（2016年9月2日 - 18日、CBGKシブゲキ!!）- 矢沢 役[16]
- DeGe Produce DeGe10周年企画「いい日、マブダチ。」（2017年7月5日 - 9日）
- 劇団プレステージ 第12回公演「URA！URA！Booost」（2017年8月16日 - 27日、紀伊国屋サザンシアター）[17]
- 「エレベーターガール～ご希望の階には止まれません～」（2017年12月12日 - 17日）[18]
- 劇団プレステージ「あいつのチョキ」（2018年2月27日 - 3月6日、千本桜ホール）[19]
- 演劇集団Z-Lion 東京・大阪・名古屋公演 2018「まっ透明なAsoべんきょ～」（2018年5月23日 - 6月6日）[20]
- 劇団プレステージ 第13回本公演「ディペンデントデイ〜7人の依存症〜」（2018年8月1日 - 12日、CBGKシブゲキ!!）- 野村海星 役[21]
- 劇団プレステージ 第14回本公演「終わり to はじまり」（2018年12月12日 - 23日、CBGKシブゲキ!!）- 浅井正義 役
- 劇団プレステージ 第15回本公演「大地からのレラ!」（2019年9月28日 - 10月6日、CBGKシブゲキ!!）- 草次郎、ホンダ 役
- まわれ！無敵のマーダーケース（2019年12月20日 - 25日、恵比寿・エコー劇場）
- 劇団プレステージ第16回本公演「浅草チャンバラ・メリーゴーランド」（2020年11月6日 - 10日、浅草花劇場）- 大谷（タニさん） 役
- CINECプロデュース「こどもの一生」(2020年2月20日 - 24日 大阪市立芸術創造館／2020年2月28日 - 3月2日、アトリエファンフェーレ東池袋) - 院長 役
- This is a お感情博士！（2021年6月4日 - 13日、俳優座劇場）
- Kiss Me You ～がんばったシンプー達へ～ （2021年11月17日 - 21日、シアターサンモール） - 阿部 高光 役
- 劇団プレステージ第17回本公演「Have a good time?（再々演）」（2022年3月2日 - 7日、シアター・アルファ東京）- 三郎 役
- 「淡海乃海 現世を生き抜くことが業なれば」（2022年5月20日 - 29日、東京ドームシティ シアターGロッソ） - 平井定武 役

### イベント
- ミミーの日だからおごってよ! 2015 supported by アテンダ国際特許事務所（2015年3月31日、J-SQUARE SHINAGAWA ）[22]
- 夏だ!千本だ!劇プレだ!ファミマー大感謝祭!!〜卒業式と始業式〜（2022年8月27日、千本桜ホール）